# Bernard Cazeneuve
Bernard Cazeneuve (Senlis, Oise, 2 de junho de 1963) é um advogado e político francês, foi primeiro-ministro de seu país de 2016 a 2017. Pertence ao Partido Socialista (PS), sendo correligionário do ex-presidente François Hollande. Também serviu de ministro do Interior no Governo Valls.